# Estadi Vero Boquete de San Lázaro
L'Estadi Municipal Vero Boquete de San Lázaro, conegut anteriorment com a Estadi Multiusos de San Lázaro, és un camp de futbol de la ciutat de Santiago de Compostel·la, a Galícia. És propietat de l'Ajuntament de la ciutat i és on hi disputa els seus partits com a local el SD Compostela. Porta el nom de la futbolista compostel·lana Vero Boquete.
A les seves instal·lacions tenen les seves seus la Direcció General per a l'Esport de la Xunta de Galícia, el departament d'Esports de l'Ajuntament de Santiago, la Delegació local de futbol, la Federació Gallega de Bàsquet, la Federació Gallega de Caça, l'Escuderia Compostela, el Comité local d'àrbitres de futbol i el Moto Club Compostela.

## Característiques
Els treballs de construcció del Multiusos de San Lázaro van començar el 1991, a l'extraradi de la ciutat. L'estadi té forma ovalada i la teulada de color terracota, dissenyat per suportar una possible ampliació amb una segona graderia pel costat oest. El camp està rodejat per una pista d'atletisme de 400 metres de longitud. La major part dels aficionats disposen de seients individuals i tots ells estan sota cobert.
La inauguració de l'estadi es va celebrar el 24 de juny de 1993, amb un torneig a quatre entre Deportivo de la Corunya, CD Tenerife, CA River Plate i São Paulo FC. El primer partit el van jugar el Dépor i el River Plate, marcant Bebeto el primer gol.
El 29 de desembre de 2005 es va disputar a San Lázaro un dels partits nadalencs de la selecció de futbol de Galícia, que va guanyar per 3-2 a la selecció d'Uruguai.
El 8 de novembre de 2018 l'Ajuntament de Santiago de Compostel·la va aprovar el canvi de nom de l'estadi en homenatge a Vero Boquete, una de les millors futbolistes de la ciutat.